# William de Ropp
Pour les articles homonymes, voir Ropp.
Le baron William Sylvester de Ropp, ou Sylvester Wilhelm Gotthard von der Ropp (né le 12 décembre 1886 en Lituanie et mort en 1973) est un agent britannique impliqué dans les négociations avec l'Allemagne nazie avant et pendant la Seconde Guerre mondiale, décrit comme le plus mystérieux et le plus influent de l'époque.

## Biographie
Dernier fils de Wilhelm Edmund Karl Reinhold Alexander, baron von der Ropp et de Lydia Gurjef, il est issu d'une famille de barons prussiens propriétaires d'un domaine à Daudzegir, tandis que sa mère est une cossack de Crimée
. Il grandit à Dresde en Allemagne et déménage en 1910 en Angleterre et prend la nationalité britannique en 1915. Il prête allégeance le 25 janvier 1915 et est décrit comme un ingénieur électrique de Kensington, à Londres
. Pendant la Première Guerre mondiale, il sert dans la Royal Flying Corps sous le commandement de F. W. Winterbotham. Dans les années 1920, Ropp part pour Berlin comme représentant da la Bristol Aircraft Company et s'associe à Alfred Rosenberg. C'est le "Cliveden set". Il rencontre le prince George de Kent, Adolf Hitler et Rudolf Hess,
Ropp épouse Ruth Fisher qui lui donne un fils, Robert de Ropp (en), futur biochimiste, et une fille Ruth. Sa femme meurt en 1918. En 1925, il se remarie avec Marie Woodman. Il est le frère de Friedrich von der Ropp et le cousin de Herbert William Fisher et de Ralph Vaughan Williams.
Ropp meurt en 1973 dans l'Herefordshire. Sa femme lui survit jusqu'en 1986.